# 毛喉牛奶菜
毛喉牛奶菜（学名：Marsdenia lachnostoma）为夹竹桃科牛奶菜属的植物，是中国的特有植物。分布于中国大陆的广东等地，目前尚未由人工引种栽培。